# أبولو على المنحدر
أبولو على المنحدر (باليابانية: 坂道のアポロン، بالروماجي: Sakamichi no Aporon)
(بالإنجليزية: Kids on the Slope)‏ هي سلسلة مانغا يابانية من تأليف يوكي كوداما، نشرت من قبل شوغاكوكان في مجلة فلورز، صدرت في 28 سبتمبر عام 2007 حتى 28 يوليو عام 2012. أنتجت المانغا إلى أنمي تلفزيوني من قبل استوديو مابا، وتيزوكا برودكشنز، عرض الأنمي في 12 أبريل عام 2012 واستمر عرضه حتى 28 يونيو 2012، على تلفزيون فوجي في فقرة نويتامينا، وتكون من 12 حلقة.

## القصة
تدور أحداث القصة عن كاورو نيشيمي، هو طالب في السنة الأولى في المدرسة الثانوية، ينتقل في بداية الصيف عام 1966، بسبب عمل لوالده.

## الشخصيات
كاورو نيشيمي (باليابانية: 西見薫، بالروماجي: Nishimi Kaoru)
مؤدي الصوت: ريوهيه كيمورا
سينتارو كاوابوتشي (باليابانية: 川渕 千太郎 Kawabuchi Sentarō)
مؤدي الصوت: يوشيماسا هوسويا
ريتسوكو موكاي (باليابانية: 迎 律子، بالروماجي: Mukae Ritsuko)
مؤدية الصوت: يوكا نانري
جونيتشي كاتسراغي (باليابانية: 桂木淳一، بالروماجي:  Katsuragi Junichi)
مؤدية الصوت: جونيتشي سوابي
تسوتومو موكاي (باليابانية: 迎 勉، بالروماجي: Mukae Tsutomu)
مؤدي الصوت: زينكي كيتاجيما
يوريكا فوكاهوري (باليابانية: 深堀百合香، بالروماجي: Fukahori Yurika)
مؤدية الصوت: أيا إندو
شيغيتورا مارو (باليابانية: 丸尾 重虎، بالروماجي: Maruo Shigetora)
مؤدي الصوت: أيومو موراسي
سيجي ماتسوكا (باليابانية: 松岡星児، بالروماجي: Matsuoka Seiji)
مؤدي الصوت: نوبوهيكو أوكاموتو
ماريكو (باليابانية: まり子، بالروماجي: Mariko)
مؤدية الصوت: أمانا ساتو

## وصلات خارجية
- الموقع الرسمي
- أبولو على المنحدر على موقع ANN manga (الإنجليزية)

لم يتم العثور على روابط لمواقع التواصل الاجتماعي.